# Atomska emisiona spektroskopija
Atomska emisiona spektroskopija (AES) je metod hemijske analize koji koristi intenzitet svetlosti emitovane plamenom, plazmom, električnim lukom ili varnicom na određenoj talasnoj dužini za utvrđivanje količine elemenat u uzorku. Talasne dužina atomske spektralne linije daje identitet elementa, dok je intenzitet emitovane svetlosti proporcionalan broju atoma elementa.

## Plamena emisiona spektrometrija
Uzorak materijala (analita) se unosi u plamen kao gas ili sprej rastvora. Toplota plamena isparava rastvarač i razlaže hemijske veze formirajući slobodne atome. Toplotna energija, takođe pobuđuje atome u pobuđena elektronska stanja, tako da oni naknadno emituju svetlost pri povratku u osnovna elektronska stanja. Svaki element emituje svetlost na karakterističnoj talasnoj dužini, koja se rasipa optičkom rešetkom ili prizmom i detektuje u spektrometru.
Česta primena emisionog merenja plamenom je regulisanje alkalnih metala u farmaceutskim uzorcima.

## Induktivno spregnuta plazma atomska emisiona spektroskopija
Induktivno spregnuta plazma atomska emisiona spektroskopija (ICP-AES) koristi induktivno spregnutu plazmu za formiranje pobuđenih atoma i jona koji emituju elektromagnetnu radijaciju na talasnim dužinama koje su karakteristična za pojedine elemente.
Prednosti ICP-AES su odlične granice detekcije i linearne dinamički opseg, multi-elemenat sposobnost, niska hemijska interferencija, kao i stabilan i ponovljiv signal. Nedostaci su spektralne smetnje (veliki broj linija emisije), cena i operativni troškovi, i činjenica da uzorci obično moraju biti u rastvoru.

## Atomska emisiona spektroskopija električne varnica i luka
Atomska emisiona spektroskopija električne varnica i luka se koristi u analizi metalnih elemenata u čvrstom stanju. Za neprovodne materijale, uzorak se pomeša sa grafitnim prahom da be postao provodan. U tradicionalnim lučnim spektroskopskim metodama, uzorak čvrstog materijala se obično usitni i uništi tokom analize. Električni luk ili varnica se propušta kroz uzorak, zagrevajući ga do visoke temperature da bi došlo do pobuđenja atoma. Pobuđeni atomi analita emituju svetlost na karakterističnim talasnim dužinama. Ova svetlost se može rasuti monohromatorom i detektovati. Pošto uslovi varnice ili luka tipično nisu dovoljno kontrolisani, analiza elemenata uzorka je kvalitativna. Međutim, moderni izvori varnica sa kontrolisanim oslobađanje pod argonskom atmosferom se mogu smatrati kvantitativnim. Obe, kvalitativne i kvantitativne analize varnicom su u širokoj upotrebi u kontroli kvaliteta proizvodnje u livnicama i čeličanama.

## Spoljašnje veze
- Vodič u atomsku emisionu spektroskopiju